# Liste d'élections en 1799
Chronologie des élections
- 1795
- 1796
- 1797
- 1798
- 1799
- 1800
- 1801
- 1802
- 1803

Cet article recense les élections organisées durant l'année 1799.

Dans les années 1790, seuls trois pays organisent des élections nationales, au sens de consultations populaires : le Royaume de Grande-Bretagne ; les États-Unis d'Amérique ; et la France. À ceux-ci, il faut ajouter le Royaume d'Irlande, État officiellement distinct du Royaume de Grande-Bretagne et doté de son propre parlement. Les élections se déroulent au suffrage censitaire.

## Élections nationales en 1799
| Date                            | État              | Élection ou référendum                    | Contexte | Résultat |
| ------------------------------- | ----------------- | ----------------------------------------- | --- | --- |
| avril 1798 - août 1799          | États-Unis        | Législatives (chambre (en) et sénat (en)) | Ces élections ont eu lieu pendant le mandat du président John Adams.Il s'agissait de la dernière session du Congrès avant le déménagement vers la nouvelle capitale de Washington, D.C.Des élections ont eu lieu pour les 106 sièges, représentant 16 États. | Le Parti fédéraliste, qui soutient le président John Adams, conserve une majorité absolue des sièges aux deux chambres. |
| 9 avril 1799 - 19 avril 1799    | France            | Législatives                              | Élection d'un tiers du Conseil des Cinq-Cents, durant la période du Directoire. | L'élection est une défaite pour les partisans du Directoire, et une victoire pour leurs opposants de gauche. Les élus de gauche (Montagnards) et d'extrême-gauche disposent ensemble d'une majorité absolue des sièges au Conseil, mais sont très divisés. Le coup d'État du 18 brumaire (9 novembre) met fin au Directoire, et instaure le Consulat, dominé par Napoléon Bonaparte. Avec la suspension du régime parlementaire, il n'y aura plus d'élections législatives avant 1815. |
| 30 novembre 1799 - 14 mars 1800 | États pontificaux | Conclave                                  | Ce conclave, dit « conclave de Venise », fait suite au décès du pape Pie VI le 29 août 1799.Il se déroule dans des États pontificaux nouvellement rétablis, après l'éphémère République romaine. Le conclave se tient à Venise.                              | Voir l'article : Liste d'élections en 1800. |